# Мар'їнська волость (Маріупольський повіт)
Мар'їнська волость — історична адміністративно-територіальна одиниця Маріупольського повіту Катеринославської губернії із центром у селі Мар'їнка.
Станом на 1886 рік складалася з 4 поселень, 4 сільських громад. Населення — 5484 особи (2788 чоловічої статі та 2696 — жіночої), 890 дворових господарств.
|                     | Площа, десятин | У тому числі орної, дес. |
| ------------------- | -------------- | ------------------------ |
| Сільських громад    | 16485          | 6827                     |
| Приватної власності | 2278           | 600                      |
| Казенної власності  | —              | —                        |
| Іншої власності     | 38602          | 16449                    |
| Загалом             | 18763          | 7427                     |

Поселення волості:
- Мар'їнка — колишнє державне село при річці Осикова за 98 верст від повітового міста, 1758 осіб, 280 дворових господарств, православна церква, школа, цегельний завод, 2 лавки, 3 ярмарки на рік й базари по неділях.
- Олександрівське (Кремінне) — колишнє державне село при річці Осикова, 1898 осіб, 301 дворове господарство, єврейський молитовний будинок, щорічний ярмарок.
- Максимільянівка — колишнє державне село при річці Осикова, 1517 осіб, 250 дворових господарств, православна церква, школа, щорічний ярмарок.

За даними на 1908 рік у волості налічувалось 4 поселення, загальне населення — 8537 осіб (4432 чоловічої статі та 4105 — жіночої), 1335 дворових господарств.